# Jaora (Staat)
Jaora (Hindi: जावरा रियासत) war einer der Fürstenstaaten der Central India Agency von Britisch-Indien im heutigen Bundesstaat Madhya Pradesh. Seine Hauptstadt war der Ort Jaora. Das Fürstentum wurde von dem muslimischen Afghanen ‘Abd al-Ghafur Muhammad Khan, einem Schwager des Amir Khan von Tonk, gegründet. Er kämpfte im Dienst des Holkar-Maharaja von Indore gegen die Rajputen und erhielt dafür Land und den Titel Nawab. Nach der Niederlage Holkars gegen die Briten in der Schlacht von Mehidpur 1817 suchte der Khan die Anerkennung der Briten. 1818 wurde er als Fürst von Joara und Oberherr von Piploda anerkannt. Jaora war 1818–1947 britisches Protektorat. Piploda wurde 1924 unabhängig von Jaora und Panth-Piploda 1942 britische Provinz.
Jaora hatte 1941 eine aus mehreren Teilen bestehende Fläche von 2727 km² und 117.000 Einwohner. Jaora vollzog am 15. Juni 1948 den Anschluss an Indien und trat am 16. Juni der Fürstenunion Madhya Bharat bei. Am 1. November 1956 wurden alle Fürstenstaaten der Union aufgelöst und dem Bundesstaat Madhya Pradesh einverleibt.